# Alue Tho (Seunagan)
Alue Tho is een bestuurslaag in het regentschap Nagan Raya van de provincie Atjeh, Indonesië. Alue Tho telt 808 inwoners (volkstelling 2010).